# Ostpolitik

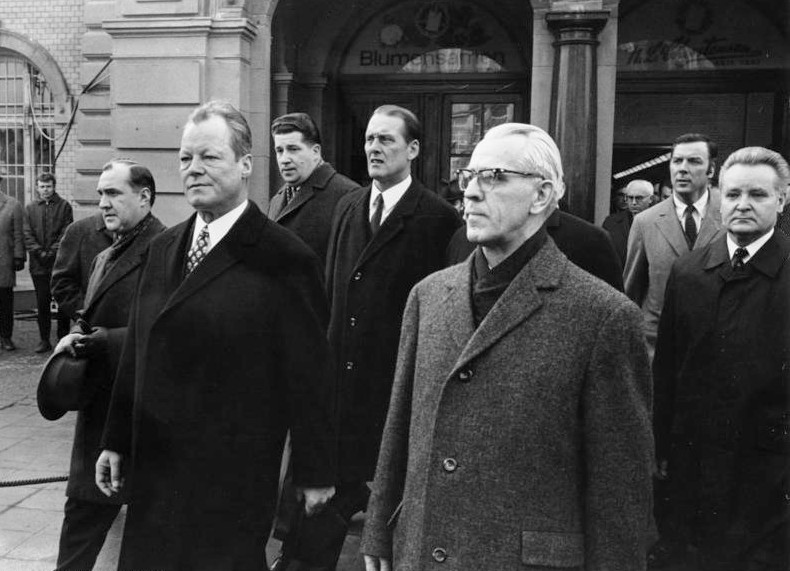
Willy Brandt (à gauche) et Willi Stoph à Erfurt en 1970, première rencontre entre un chancelier de la RFA avec son homologue de RDA. Un des premiers gestes de désescalade de la Guerre froide.

Le terme Neue Ostpolitik [ˈnɔɪ̯ə ˈɔstpoliˈtɪk] (« nouvelle politique vers l'Est » en allemand), ou sous sa forme raccourcie communément utilisée Ostpolitik (« politique vers l'Est » en allemand), désigne la politique étrangère mise en œuvre par Willy Brandt en tant que chancelier social-démocrate (SPD) de l'Allemagne de l'Ouest (RFA) de 1969 à 1974. Cette politique consiste à normaliser les relations avec l'Union soviétique, l'Allemagne de l'Est (RDA) et les autres pays d'Europe de l'Est afin de durablement assurer la paix et la sécurité en Europe. Elle s'inscrit dans un contexte plus général de détente entre l'Ouest et l'Est. Elle constitue une rupture nette avec la politique étrangère de la démocratie chrétienne (CDU/CSU), au pouvoir de 1949 à 1969, de refus de tout compromis avec Moscou et de toute relation avec la RDA.
L'Ostpolitik aboutit en pratique à la conclusion d'une série de traités bilatéraux entre la RFA et les pays de l'Est. Simultanément et en forte interdépendance avec ces traités, des accords plus larges sont conclus entre l'Ouest et l'Est concernant Berlin, la sécurité en Europe et les armes nucléaires. L'ensemble conduit à entériner le statu quo en Europe, de façon durable et jusqu'à la chute des régimes communistes vingt ans plus tard, et à développer fortement les échanges économiques et culturels entre l'Ouest et l'Est. Ces accords apportent aussi une amélioration relative des conditions de vie des habitants de Berlin-Est, et constituent une manifestation de solidarité et d'unité du peuple allemand vis-à-vis de ceux qui vivent à l'Est. Pour Willy Brandt, qui a été bourgmestre-gouverneur de Berlin-Ouest de 1957 à 1966, il s'agit d'éviter que ne se creuse un fossé définitif entre l'Est et l'Ouest et de préserver la possibilité de la réunification ultérieure de la nation allemande. 
La conduite par la RFA d'une politique étrangère assumée en propre, loin d'une soumission atlantique ou européenne, marque son avènement comme un acteur à part entière sur la scène diplomatique internationale, qui tourne la page du Troisième Reich et qui commence à jouer un rôle à la mesure de son relèvement économique. L'Ostpolitik est une contribution majeure à la détente en Europe et à la tenue de la CSCE qui en est le point culminant avec la signature des accords d'Helsinki le 1er août 1975.

## Origines et objectifs de l'Ostpolitik

### La nécessité de modifier la politique étrangère de la RFA
À leur création en 1949, la RFA comme la RDA revendiquent représenter l'ensemble de la nation allemande. La RFA l'a inscrit dans sa constitution et considère être le seul gouvernement allemand légitime du fait de son caractère démocratique. À partir des années 1960, la RDA qui ne voit aucune perspective de réunification à un horizon prévisible et qui lutte en permanence pour asseoir son existence met l'accent moins sur son caractère allemand que sur sa dimension socialiste.
En RFA, les chrétiens-démocrates (CDU/CSU) sont au pouvoir de façon continue de 1949 à 1969. Ils ne s'écartent pas de la politique étrangère définie et mise en œuvre par Adenauer, fondée sur l'ancrage atlantique via l'OTAN et européen via la Communauté européenne et sur le refus de négocier avec la RDA ou l'URSS toute évolution du statu quo issu des accords de Potsdam. Toutefois, la RFA et l'Union soviétique établissent des relations diplomatiques en septembre 1955, mais simultanément la RFA édicte la doctrine Hallstein qui stipule qu'elle rompra sa relation diplomatique avec tout pays qui reconnaîtrait la RDA, l'Union soviétique devant ainsi rester la seule exception. Cette doctrine est appliquée pour la première fois en 1957 lorsque la Yougoslavie reconnaît la RDA. À la fin des années 1950 et au début des années 1960, la question allemande demeure au centre de la guerre froide avec la deuxième crise de Berlin qui aboutit à la construction du Mur en août 1961. Plus que jamais, il n'y a pas d'autre politique possible pour la RFA que celle de son ancrage à l'Ouest. De plus son essor économique supérieur à celui de la RDA ne motive pas les Allemands de l'Ouest à vouloir se détourner du modèle libéral au profit du modèle socialiste de la RDA. À partir de 1962, faisant suite à la reprise du dialogue entre les États-Unis et l'Union soviétique, notamment sur les questions de désarmement qui concernent l'Europe en général et l'Allemagne tout particulièrement, la RFA entreprend de développer ses relations commerciales avec ceux des pays de l'Est qui affichent une certaine volonté d'autonomie par rapport à l'URSS, mais sans que cela constitue un véritable changement de politique.
Dans les années 1960 cependant, les limites de la doctrine Hallstein apparaissent de plus en plus clairement : lorsque la RFA reconnaît Israël en 1965, de nombreux pays arabes rompent avec la RFA et symétriquement renforcent leurs relations avec la RDA. La RFA par ailleurs ne bénéficie pas vraiment de son attitude atlantiste : les États-Unis exigent des paiements élevés pour prix de leur présence militaire en Europe et abandonnent le projet de force nucléaire multilatérale (MLF), mettant ainsi un terme définitif à l'ambition de la RFA de devenir une puissance nucléaire. Ils demandent aussi l'abandon de la doctrine Hallstein. La RFA ne trouve pas non plus de grande satisfaction du côté de la Communauté européenne, en pleine crise avec les questions agricoles et l'adhésion de la Grande-Bretagne.
Si la majorité des dirigeants de la CDU demeurent fidèles néanmoins à la ligne dure traditionnelle vis-à-vis de l'Est, il n'en est pas de même au sein du SPD où Willy Brandt défend depuis plusieurs années la nécessité d'une ouverture à l'Est. Berlinois depuis 1946, il en a été le bourgmestre de 1957 à décembre 1966, quand il devient vice-chancelier dans le gouvernement de grande coalition dont Kiesinger (CDU) est le chancelier. Willy Brandt jouit du prestige acquis par son attitude lors de la construction du Mur en 1961 et par les accords de visite des Berlinois de l'Ouest à leurs familles restées à l'Est. Il acquiert à partir de 1961 une stature nationale quand il se présente pour la première fois à la chancellerie, mais Adenauer est réélu. 
La nécessité du changement vient aussi de l'évolution des mentalités dans la population et dans les communautés protestante et dans une moindre mesure catholique qui expriment de plus en plus clairement leur désir de paix et de main tendue vers les populations d'Europe de l'Est. Au-delà des débats au sein des partis touchant les choix de l'Allemagne de l'Ouest en matière de politique étrangère, le pays aspire à retrouver un rang international à la mesure de sa puissance économique afin que l'on ne dise plus de lui qu'il est un « géant économique mais un nain politique ». En 1969, la RFA est la quatrième puissance économique mondiale, derrière les États-Unis, l'URSS et le Japon, mais assez loin devant les trois autres grands européens, le Royaume-Uni, la France et l'Italie. Cependant les souvenirs du nazisme sont encore très présents, induisant encore une certaine auto-retenue dans l'exercice de cette puissance retrouvée.

### Une nouvelle conception de la politique étrangère de la RFA
Le théoricien de la politique d'ouverture à l'Est est Egon Bahr, conseiller et porte-parole de Willy Brandt à Berlin-Ouest. Elle est publiquement énoncée en 1963 lors d'un discours passé dans l'histoire sous le vocable « le changement par le rapprochement » (Wandel durch Annäherung en allemand). L'idée centrale est de nouer le contact, créer le dialogue sans objectif précis à court ou moyen terme et en laissant de côté la question de la réunification. Sur la base de ce concept général, l'Ostpolitik est articulée autour de quelques principes qui structurent les négociations :
- Reconnaissance de la RDA, non pas sur le plan du droit international, mais sur le plan institutionnel comme l'un des deux États en Allemagne, qui ne sont donc pas deux États étrangers l'un par rapport à l'autre („füreinander nicht Ausland“ en allemand) car ils émanent d'une même nation. Cette formulation complexe qui refuse une reconnaissance juridique complète de la RDA implique l'abandon de la doctrine Hallstein.
- Abandon de la position que la RFA soit le seul représentant de tous les Allemands y compris ceux résidant en RDA.
- Inclusion à part entière de la RDA dans la politique de détente vis-à-vis de l'Est.
- Soutien à l'initiative prise par les Soviétiques de la tenue d'une Conférence sur la sécurité en Europe (la future CSCE).
- Signature du traité de non-prolifération nucléaire, et prise d'initiative en matière de désarmement nucléaire et conventionnel en Europe.

### La nécessité pour la RDA de sortir de son isolement diplomatique
La normalisation des relations entre les deux États allemands, qui est au centre de l'Ostpolitik, s'annonce difficile tant sont grandes les divergences et les crispations accumulées depuis leur création vingt ans auparavant. La RDA a un besoin vital de reconnaissance internationale afin de battre en brèche la politique d'ostracisation à son égard de la RFA. Cet objectif est partagé par Moscou qui ne peut plus espérer jouer la carte d'une Allemagne réunifiée mais neutre, et doit donc tout faire pour pérenniser la RDA. À la fin des années 1960, seuls 17 États ont reconnu la RDA : les pays du bloc de l'Est et quelques pays du Moyen-Orient, alors que la RFA jouit d'une reconnaissance internationale forte. Sans proposer une reconnaissance internationale pleine et entière de la RDA, les ouvertures faites par la RFA constituent des pas importants que la RDA ne peut ignorer.

### Un contexte international globalement favorable
L'Ostpolitik bénéficie d'un contexte international favorable. Les crises de Berlin et Cuba du début des années 1960, qui firent prendre conscience de la possibilité que de telles crises conduisent à une effroyable guerre nucléaire, poussent les Américains et les Soviétiques à instaurer un état stable de coexistence, pour lequel le terme de détente est utilisé. Il en résulte que la "question allemande", c'est-à-dire la réunification de l'Allemagne et le statut de Berlin, ne doit plus être la cause de nouvelles tensions internationales.
L'intervention soviétique - et est-allemande - pour mettre fin en août 1968 au "Printemps de Prague" démontre à nouveau, douze ans après Budapest, que l'Union soviétique est toujours capable de maintenir l'intégrité du bloc de l'Est, le cas échéant en recourant à la force, et demeure donc l'interlocuteur premier incontournable de toute politique à l'Est. Or les circonstances poussent les Soviétiques à répondre favorablement aux avances de Bonn : les relations avec la Chine sont au plus mal, au point que Moscou masse des troupes à la frontière sino-soviétique ; sur le plan stratégique, l'Union soviétique a atteint la parité avec les États-Unis, ce qui rend attractive la recherche d'accords qui permettraient de modérer les dépenses militaires ; par ailleurs, sur le plan économique, Moscou a besoin de la technologie occidentale - et tout particulièrement allemande - pour moderniser son industrie qui peine à rattraper son retard sur l'Ouest.
Du côté américain, la priorité est à la détente et à la recherche de la stabilité en Europe, ne serait-ce qu'en raison de la guerre au Vietnam qui coûte cher à tous points de vue, politique, humain et économique. Il n'est plus question d'intégration de certains pays de l'OTAN dont l'Allemagne dans une force nucléaire multinationale, puisque Moscou exige l'abandon de ce scénario en échange d'avancées sur les négociations en matière de prolifération nucléaire ou de désarmement.
Willy Brandt va prendre en compte ces lignes de force du contexte international en s'attachant à conclure en priorité un accord avec Moscou et en affichant clairement le renoncement de la RFA à l'arme nucléaire.

## Déroulement chronologique de l'Ostpolitik
Durant la « grande coalition » CDU/CSU et SPD, Kiesinger et Brandt manifestent leur désir d'améliorer les relations avec l'Est. Cependant, ce n'est qu'à partir de fin 1969, quand Brandt succède à Kiesinger à la chancellerie, que l'Ostpolitik prend un tour concret.

### Phase 1: l'Ostpolitik en paroles et en petits pas (1966-1969)
Le débat sur la nécessité de remettre en cause la politique traditionnelle de la RFA à l'égard de la RDA et de l'Est en général s'intensifie quand Willy Brandt devient vice-chancelier et ministre des Affaires étrangères dans le nouveau gouvernement de "grande coalition" formé le 1er décembre 1966 par les chrétiens-démocrates (CDU/CSU) et les sociaux-démocrates (SPD), que dirige le chancelier Kiesinger.
Le contexte international de détente, l'aspiration des Allemands à vivre en paix et en sécurité, et l'augmentation du nombre d'États reconnaissant la RDA rendent possible mais urgent aux yeux du SPD et de certains libéraux (FDP) et chrétiens-démocrates (CDU/CSU) de réviser la doctrine Hallstein et de négocier un compromis avec Moscou et Berlin-Est.
Le chancelier Kiesinger est favorable à des contacts avec les autorités est-allemandes et à une évolution prudente des positions traditionnelles, mais il n'est pas soutenu par la majorité de la CDU/CSU. Dès lors, il s'oppose régulièrement à Brandt, et les négociations internes au sein de la grande coalition ne permettent pas de dégager des lignes d'action ambitieuses. Kiesinger propose quand même en avril 1967 que soient discutées des mesures qui permettraient de faciliter la vie quotidienne à l'Est. Puis pour la première fois, un dialogue direct s'ouvre entre la RFA et la RDA après que Willi Stoph, chef du gouvernement de la RDA, écrit le 10 mai 1967 à son homologue ouest-allemand. Mais la demande de la RDA d'être reconnue avant toute discussion concrète fait tourner court cette amorce de négociation.
L'intervention soviétique en août 1968 qui met fin au Printemps de Prague donne aussi un coup d'arrêt aux initiatives diplomatiques pour quelque temps.
Pour autant Willy Brandt, toujours conseillé par Egon Bahr, continue d'exprimer ses idées, conforté par les évolutions de l'opinion publique allemande, et s'efforce de créer des conditions favorables au dialogue avec l'Est. Dans cet esprit, Brandt contribue fortement à ce que l'Alliance atlantique adopte des positions d'ouverture aux demandes soviétiques concernant des négociations multilatérales sur la sécurité ou la réduction équilibrée des armements en Europe.

### Phase 2: l'Ostpolitik en action (1969-1973)

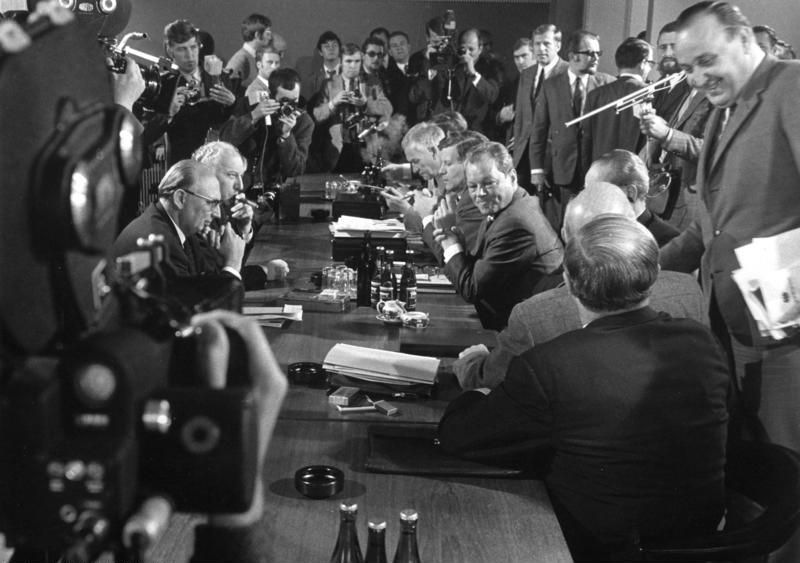
Willy Brandt en conférence de presse le 2 octobre 1969 à l'occasion de la formation de la coalition SPD-FDP.

Le passage véritable à l'action débute après les élections lorsqu'en octobre 1969 Willy Brandt devient chancelier du gouvernement de coalition SPD-FDP. Pour la première fois depuis la fondation de la RFA en 1949, les chrétiens-démocrates de la CDU/CSU ne sont pas au pouvoir. Cette phase de l'Ostpolitik est souvent appelée la phase bilatérale, car elle se caractérise principalement par des négociations directes entre les gouvernements ouest-allemands et des pays de l'Est.
Dès son discours d'investiture, Brandt définit sa politique vis-à-vis de la RDA, que la formule "deux Etats, une nation" résume. Tout en se situant dans la continuité de la politique de son prédécesseur et dans le camp occidental, il propose au gouvernement de la RDA de négocier des accords de coopération dans l'intérêt du peuple allemand et de la sécurité en Europe.

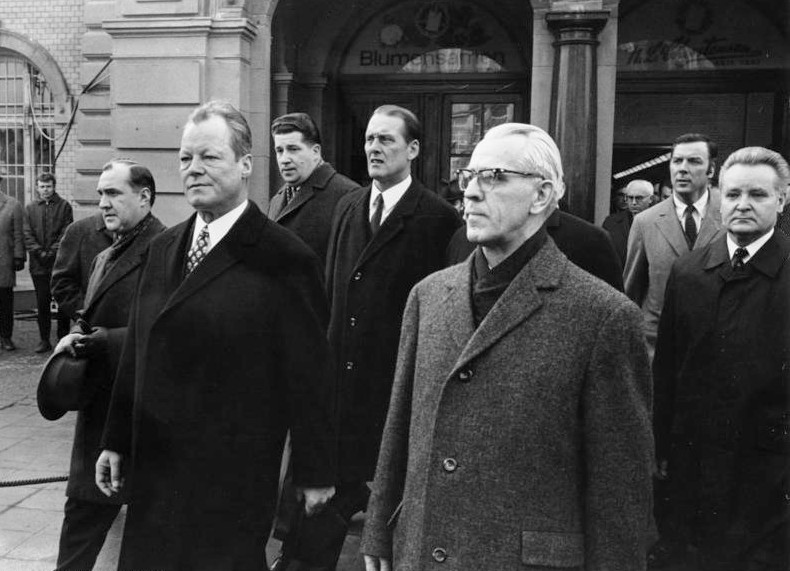
Willy Brandt (à gauche) et Willi Stoph à Erfurt en 1970, première rencontre entre chefs du gouvernement de la RFA et de la RDA.

Le 19 mars 1970, Willy Brandt, et Willi Stoph, le numéro deux du régime est-allemand, se rencontrent à Erfurt en RDA,. Il s'agit là de la première rencontre entre dirigeants ouest- et est-allemands. Une deuxième rencontre a lieu le 21 mai, cette fois à Cassel en territoire ouest-allemand. Ces rencontres ne débouchent pas sur des résultats concrets, mais symbolisent fortement le lancement de l'offensive diplomatique promise par Willy Brandt.

#### La priorité à un accord avec Moscou
Mais ces rencontres, qui symbolisent une forme de reconnaissance par la RFA de l'existence de deux Etats allemands, ouvrent la porte à des négociations directes entre Bonn et Moscou. Les relations diplomatiques entre les deux Etats sont déjà anciennes puisque l'échange d'ambassadeurs fut acté en septembre 1955 par Khrouchtchev et Adenauer.
Menées par Egon Bahr et Andreï Gromyko au printemps 1970, les négociations avancent rapidement du fait de l'acceptation par la RFA des principales exigences soviétiques. Moscou souhaite clairement arriver à un accord qui stabilise le statu quo en Europe, en raison notamment de ses relations difficiles avec la Chine, de ses ambitions dans d'autres régions du monde et de ses préoccupations économiques. Elles aboutissent à la signature du traité de Moscou entre l'URSS et la RFA lors de la rencontre le 12 août 1970 entre Brejnev et Brandt.
Le traité stipule la renonciation mutuelle à l'usage de la force, l'inviolabilité des frontières actuelles en Europe et la poursuite d'efforts conjoints pour la paix et la détente en Europe. Il prévoit aussi le développement des échanges économiques et culturels entre les deux pays. Ce traité signifie l'abandon de fait de toute perspective à court terme de réunification de l'Allemagne, qui demeure seulement un concept inaliénable inscrit dans la constitution de la RFA. Quoique les Soviétiques préféraient que les frontières soient qualifiées d'intangibles, les Allemands ont fait admettre le qualificatif inviolable, davantage compatible avec la notion d'unité allemande, dont ils rappellent le principe dans une lettre séparée. Les deux parties s'accordent aussi pour lier la ratification du traité à l'obtention d'un accord satisfaisant sur Berlin, qui mette un terme définitif à toute tentative de remise en cause du statu quo : les négociations entre les quatre anciens alliés aboutissent le 3 septembre 1971 à l'accord quadripartite sur Berlin.
Cet accord qui reprend largement les thèses occidentales constitue la contrepartie principale au traité de Moscou qui répond essentiellement aux souhaits des Soviétiques. Les initiatives allemandes se traduisent par la tenue en parallèle de multiples négociations en apparence disjointes mais dont les acteurs lient l'obtention d'un accord à un accord sur d'autres négociations en cours. Brandt utilise cette technique d'interdépendance des négociations (dite en allemand du Junktim) pour arriver à ses fins, dès lors que les parties concernées par chaque accord ne sont que partiellement les mêmes. Cette manière de procéder correspond à une approche pragmatique et à une méthode dite du linkage prônée également par le Secrétaire d’État américain Kissinger. Elle traduit aussi le fait que dans une large mesure rien n'est possible sans l'accord des Américains et des Soviétiques même lorsqu'ils ne sont pas à l'origine d'une initiative diplomatique lancée par un de leurs alliés. Même amoindrie, la bipolarité demeure un des fondamentaux des relations internationales pendant la guerre froide.
Les avancées avec Moscou et Berlin-Est ouvrent la voie à l'établissement de liens plus étroits avec les autres pays de l'Est. En particulier, les discussions ouvertes avec la Pologne aboutissent à la signature le 7 décembre 1970 du traité germano-polonais par lequel la ligne Oder-Neisse est reconnue être la frontière occidentale de la Pologne, avalisant ainsi le transfert à la Pologne de territoires allemands antérieurement à la Seconde Guerre mondiale. À cette occasion, Brandt se rend au Mémorial juif du ghetto de Varsovie et s'y recueille à genoux pendant de longues minutes, geste hautement symbolique dont la photo fait le tour du monde.

#### La difficile ratification du Traité de Moscou
Désireux de poursuivre leur rapprochement, Brejnev et Brandt se rencontrent à nouveau en Crimée le 16 septembre 1971. Le 20 octobre 1971, Brandt est lauréat du Prix Nobel de la paix, ce qui renforce encore son prestige et la visibilité donnée à sa politique.
Cette nouvelle Ostpolitik est d'abord considérée avec scepticisme par l'opposition CDU/CSU qui la voit comme contradictoire avec l'orientation pro-occidentale et l'intégration militaire dans l'OTAN voulue par Adenauer. Confrontée à l'aboutissement positif des négociations avec Moscou, l'opposition décide de combattre la ratification du traité signé en arguant d'un déséquilibre entre les concessions obtenues et accordées. Une bataille s'engage donc pour la ratification du traité de Moscou par le Bundestag où la coalition SPD-FDP ne dispose que de quelques voix de majorité. Quelques députés de la coalition font défection, ce qui décide la CDU à lancer une motion de défiance constructive, pensant mettre le gouvernement Brandt en minorité. Mais la CDU/CSU échoue le 27 avril 1972 dans sa tentative de renverser le gouvernement Brandt via la procédure du vote d'une motion de défiance constructive : il s'en faut de deux voix, celles de deux députés CDU qui ne la votent pas. Quelques années plus tard, cet épisode sera à l'origine d'une crise politique lorsqu'il sera porté à la connaissance du public que ces deux députés avaient été payés par la RDA.
La porte est ainsi ouverte à la ratification du traité de Moscou le 17 mai 1972, soit presque deux ans après sa signature à Moscou. La CDU subit de fortes pressions de Washington et Paris, et s'abstient lors du vote final au Bundestag.

#### La RDA poussée au compromis par les Soviétiques, Honecker remplace Ulbricht

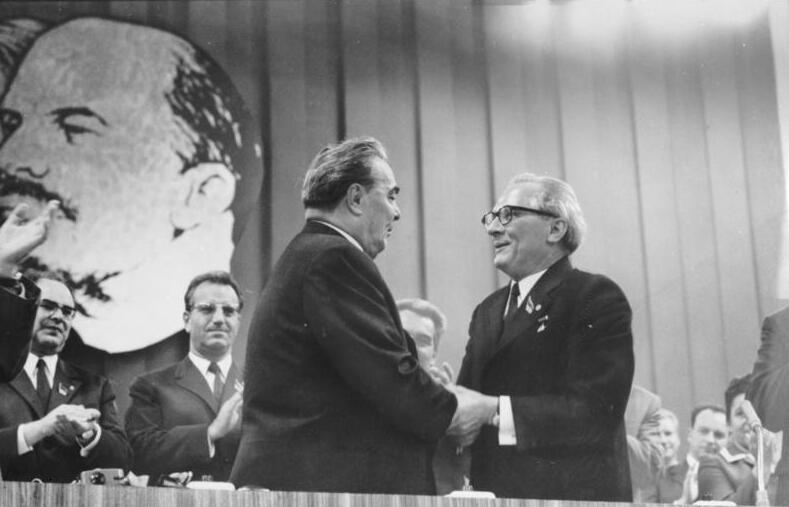
Poignée de main entre Brejnev et Honecker lors du congrès du SED le 16 06 1971

La concrétisation des ouvertures faites à la RDA va prendre du temps. Le Parti (SED) au pouvoir a une attitude ambivalente face à la nouvelle politique ouest-allemande. D'un côté, il craint que Moscou y voie une opportunité pour relancer l'idée d'une Allemagne réunifiée mais neutre, de l'autre il y voit l'occasion d'aboutir à une reconnaissance complète de l'État est-allemand, pour laquelle Bonn a posé certaines limites précises et non négociables. Devant l'avancée des pourparlers avec Moscou, Egon Bahr pour la RFA et Michael Kohl pour la RDA entament le 27 novembre 1970 des négociations sérieuses en vue de la conclusion d'un traité entre les deux pays et d'un accord de transit vers Berlin-Ouest dont l'accord quadripartite prévoit qu'il soit défini directement entre les deux Allemagnes, mais les négociations piétinent. Prenant aussi prétexte de la situation économique difficile de la RDA, Honecker s'assure du soutien de Moscou et remplace Ulbricht le 3 mai 1971 à la tête de la RDA. Désireux d'être aligné avec Moscou, il contribue au déblocage des discussions qui aboutissent quelques mois plus tard avec la signature de l'accord de transit entre la RFA et Berlin-Ouest,.

#### Le traité fondamental RFA-RDA, rendu possible par la victoire de Brandt aux élections anticipées de novembre 1972
Forte des accords signés au cours des 20 derniers mois qui démontrent le succès de l'Ostpolitik, la coalition au pouvoir qui demeure dans une situation inconfortable au Bundestag du fait de l'étroitesse de sa majorité provoque alors des élections fédérales anticipées le 19 novembre 1972, qu'elle remporte, confortant ainsi sa politique d'ouverture à l'Est. Avec 45,8 % des voix, les socialistes dépassent pour la première fois les chrétiens-démocrates qui recueillent 44,8 % des voix.
La voie est libre pour parachever l'édifice et parvenir avec l'appui de Moscou à la signature du traité fondamental à Berlin-Est le 21 décembre 1972 qui amène l'Allemagne de l'Ouest et la RDA à se reconnaître mutuellement. La reconnaissance mutuelle des deux Etats allemands est assortie par la RFA de considérations juridiques qui laissent la porte ouverte à une éventuelle lointaine réunification afin de rendre possible un vote positif du Bundestag. Les deux États allemands échangent des représentants permanents, qui n'ont pas le titre d'ambassadeur. L'opposition CDU/CSU ne désarme pas pour autant et mène une bataille politico-juridique qui retarde la ratification du traité par le Bundestag jusqu'au 11 mai 1973. La CSU bavaroise dépose un recours constitutionnel qui est rejeté par les juges le 31 juillet 1973, rendant ainsi définitive la loi de ratification de ce traité.
Plus rien ne s'oppose à ce que la RFA et la RDA deviennent le 18 septembre 1973 respectivement les 133e et 134e membres de l'Organisation des Nations unies.
Cette même année, toujours dans le cadre de l'Ostpolitik, la RFA signe avec la Tchécoslovaquie le traité de Prague qui stipule notamment la nullité des accords de Munich de 1938 et reconnaît les frontières actuelles. L'opposition CDU/CSU profite de l'affaiblissement de Willy Brandt, qui démissionne le 7 mai 1974, et de sa majorité au Bundesrat pour retarder la ratification du traité qui intervient finalement lors d'un vote au Bundestag le 12 juillet 1974.

### Phase 3: les grandes négociations multinationales (1973-1975 et au-delà)
La politique menée par le gouvernement Brandt a directement facilité la mise en place et la conclusion positive des grandes négociations internationales de la première moitié des années 1970 qui marquent l'apogée de la détente. Parfois qualifiée de phase multilatérale de l'Ostpolitik, l'année 1973 voit s'ouvrir deux conférences multinationales majeures pour l'avenir et la sécurité de l'Europe :
- La Conférence sur la Sécurité et la Coopération en Europe (CSCE) qui s'ouvre le 3 juillet 1973 à Helsinki, à laquelle participent 33 Etats européens, dont l'Union soviétique, ainsi que les États-Unis et le Canada. Elle aboutit à la signature des accords d'Helsinki le 1er août 1975.
- Les négociations relatives à la réduction des forces en Europe centrale (MBFR), qui s'ouvrent entre l'OTAN et le Pacte de Varsovie le 30 octobre 1973 à Vienne. Elles n'aboutiront pas, et seront gelées avec la reprise des tensions est-ouest à la fin des années 1970. Elles reprendront avec l'arrivée de Gorbatchev au pouvoir et déboucheront alors sur l'accord CFE fin 1990 pendant l'effondrement du bloc soviétique.

En parallèle, les Américains et les Soviétiques intensifient leurs relations en matière de désarmement. Brejnev et Nixon se rencontrent trois fois entre 1972 et 1974. Ils parviennent notamment à un accord sur la réduction des armes stratégiques (SALT1) signé le 26 mai 1972 à Moscou et entament dans la foulée un deuxième round de négociations (SALT 2) en vue de conclure une réduction supplémentaire de ces armes.

### Liste des traités et accords
Les traités bipartites entre la RFA et un des pays de l'Est ont des contenus très proches, notamment pour tout ce qui touche les frontières en Europe ou le non-recours à la violence. Avec les accords relatifs à Berlin, ils constituent un ensemble cohérent et complémentaire.
| États signataires                                                    | Nom du traité ou de l'accord                                                                          | Date de signature | Date de ratification |
| -------------------------------------------------------------------- | --- | ----------------- | -------------------- |
| République fédérale d'Allemagne Union soviétique                     | Traité de Moscou                                                                                      | 12 août 1970      | 17 mai 1972          |
| République fédérale d'Allemagne Pologne                              | Traité de Varsovie                                                                                    | 7 décembre 1970   | 17 mai 1972          |
| États-Unis Union soviétique France Royaume-Uni                       | Accord quadripartite sur Berlin                                                                       | 3 septembre 1971  | 3 juin 1972          |
| République fédérale d'Allemagne République démocratique allemande    | Protocole pour l'amélioration des liaisons postales et téléphoniques entre Berlin-Ouest et Berlin-Est | 30 septembre 1971 | 30 septembre 1971    |
| République fédérale d'Allemagne République démocratique allemande    | Accord de transit entre la RFA et Berlin-Ouest                                                        | 17 décembre 1971  | 3 juin 1972          |
| République fédérale d'Allemagne République démocratique allemande    | Accord de droits d'entrée à Berlin-Est                                                                | 20 décembre 1971  | 3 juin 1972          |
| République fédérale d'Allemagne République démocratique allemande    | Traité sur la circulation entre la RDA et la RFA                                                      | 26 mai 1972       | 3 juin 1972          |
| République fédérale d'Allemagne République démocratique allemande    | Traité fondamental de reconnaissance mutuelle entre la RFA et la RDA                                  | 21 décembre 1972  | 20 juin 1973         |
| République fédérale d'Allemagne République socialiste tchécoslovaque | Traité de Prague                                                                                      | 11 décembre 1973  | 12 juillet 1974      |

## L'Ostpolitik, vue des principaux pays concernés à l'Est et à l'Ouest
Parfois mal vue par ses alliés, qui craignent que la RFA ne s'éloigne du Pacte en menant une politique trop conciliante avec l'Union soviétique et ses alliés du Pacte de Varsovie, l'Ostpolitik marque pourtant une évolution fondamentale dans l'élaboration d'un climat de rapprochement entre l'Est et l'Ouest. Les tensions de la fin des années 1950 et du début des années 1960 ont été pour partie au moins le résultat de méfiances réciproques et d'incapacité à comprendre les intérêts respectifs des uns et des autres autrement qu'en termes de menaces sur la sécurité et les intérêts vitaux respectifs. A contrario, le retour au dialogue et à une diplomatie sincère dans son désir d'aboutir au-delà des postures idéologiques et à usage interne, que l'Ostpolitik illustre pleinement, s'avère un élément déterminant de la détente en Europe pendant une dizaine d'années, jusqu'à la réapparition de tensions à nouveau sur des sujets sécuritaires, incarnés notamment pour ce qui est de l'Europe par la crise des Euromissiles à la fin des années 1970.

### Des enjeux cruciaux pour l'Union soviétique et la RDA

#### Le besoin de sécurité et de développement économique de l'URSS
L'Union soviétique a établi des relations dès 1955 avec la RFA au moment où Khrouchtchev arrive au pouvoir et multiplie les initiatives au nom de la coexistence pacifique. Puis les crises succèdent aux crises notamment à Berlin et à Cuba. Une des craintes les plus fortes des Soviétiques est que la RFA devienne un jour une puissance nucléaire. Ses principaux dirigeants, Adenauer ou Strauß, en expriment le souhait et des discussions avancées ont lieu avec les Américains ou au sein de l'OTAN. La dernière initiative en date est celle de la Force Nucléaire Multilatérale (le plus souvent connue sous son acronyme anglais MLF).
Depuis la fin de la crise de Berlin, les Soviétiques, faute d'un véritable traité de paix, veulent que les frontières et les réalités politiques issues de la seconde guerre mondiale soient entérinées non seulement par les ex-Alliés, mais aussi par la RFA. Il s'agit de faire reconnaître la partition ainsi que les frontières tracées à Potsdam qui ont sérieusement amputé les frontières existantes en 1937 avant la guerre. Les premières ouvertures faites en 1966 par Ehrard puis par Kiesinger sont trop timides pour que les Soviétiques y répondent favorablement. En novembre 1967, Moscou définit dans un mémorandum ses exigences précises en la matière. Kiesinger ne peut pas y souscrire faute de soutien de la CDU/CSU qui domine la coalition gouvernementale.
Fin 1968, les Soviétiques pressentent que le SPD de Willy Brandt a de bonnes chances de gagner les prochaines élections et d'avoir les coudées plus franches pour mener une nouvelle politique. Ils prennent alors les devants en proposant à l'occasion d'une réunion du Pacte de Varsovie le 17 mars 1969 la tenue d'une conférence sur la sécurité en Europe,. Dès son discours d'investiture du 28 octobre 1969, Brandt fait des ouvertures importantes vis-à-vis des Soviétiques qui ont donc vu juste en anticipant un virage net de la politique allemande : le nouveau chancelier annonce que l'Allemagne va ratifier le traité de non-prolifération nucléaire, ce qui est fait dès le 28 novembre 1969, et se déclare favorable à toute initiative favorisant la sécurité et la coopération en Europe. Les Soviétiques considèrent alors que les conditions sont réunies pour négocier un traité avec la RFA,.

#### La RDA en quête de reconnaissance et de pérennité

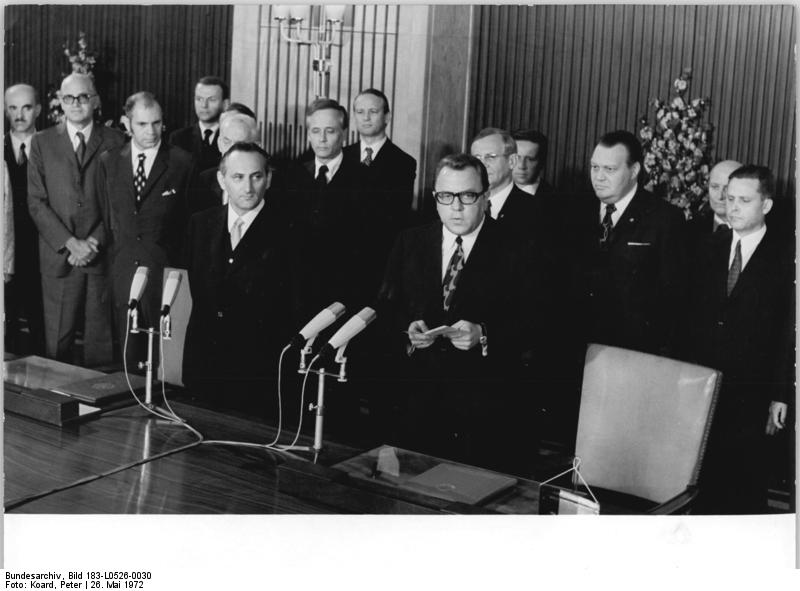
Le 26 mai 1972, Egon Bahr (à gauche) et Michael Kohl (à droite) présentent le contenu de traité qu'ils viennent de signer

À son arrivée au pouvoir en mai 1971, Erich Honecker affirme en premier lieu sa fidélité à l'URSS, l'alignement sur le modèle soviétique et la primauté complète du parti communiste est-allemand (SED). Pour répondre à la volonté de Moscou de répondre favorablement aux ouvertures de la RFA, Honecker adopte une attitude positive qui rend possible la conclusion d'une série d'accords fin 1971 facilitant les échanges et les communications entre la RFA et Berlin-Ouest, et d'un traité sur la circulation entre la RFA et la RDA le 26 mai 1972.
Dans la foulée de la ratification de cette série de traités et d'accords, commencent le 15 juin 1972 les discussions relatives au traité fondamental entre la RFA et la RDA. L'objectif premier de la RDA est d'acquérir un statut à part entière d'État souverain : en 1971, seuls 17 États avaient reconnu la RDA. Cet objectif est atteint au prix cependant de quelques concessions, puisque le texte sur lequel se fait l'accord ne prévoit pas l'ouverture d'ambassades, mais un échange de représentants permanents.
Ainsi que la RDA l'attendait, la signature du traité entre les deux Allemagnes déclenche une vague d'établissement de relations diplomatiques : en 1971, seuls 17 Etats avaient reconnu la RDA, ce nombre passe à 87 en 1975 et 126 en 1978. La Grande-Bretagne et la France établissent des relations diplomatiques au niveau d'ambassades respectivement les 8 et 9 février 1973, soit quelques semaines seulement après la signature du traité,. Les États-Unis attendent la ratification du traité pour à leur tour établir les relations avec la RDA le 4 septembre 1974.
Avec ces accords, la RDA atteint aussi l'objectif, moins explicitement affiché mais important, de bénéficier d'un flux de Deutsche Marks, devise forte dont elle a besoin pour financer son développement.

### De la méfiance au soutien de l'Ostpolitik par les États-Unis et l'Europe de l'Ouest

#### Soutien vigilant à Washington
Pendant la campagne électorale de 1965, les différences sont peu marquées entre les deux camps en matière de programme de politique extérieure. Brandt prend soin de rassurer ses alliés occidentaux sur son attachement à l'Alliance Atlantique et à l'Europe, ces derniers voyant un risque de glissement vers une autonomisation complète de la RFA qui serait alors tentée par un nouveau "Rapallo".
À Washington, la prudence domine. D'un côté, les Américains souhaitent la détente avec l'URSS et l'abandon par les Allemands d'une ligne ultra-dure de non-reconnaissance de la RDA qui a souvent compliqué la tâche de la diplomatie américaine. De l'autre, les Américains craignent que les Allemands soient doucement poussés par Moscou au fil des négociations vers une forme de neutralité. Kissinger a en tête que la politique étrangère allemande a toujours consisté à manœuvrer librement entre l'Est et l'Ouest, comme le précédent des accords de Rapallo l'a spectaculairement illustré. Bien que les États-Unis et leurs alliés européens se soient montrés inquiets de cette ouverture à l'Est, ce n'est pas pour autant que Bonn souhaite un relâchement de ses liens avec le bloc de l'Ouest. À aucun moment Brandt n'envisage d'engager la RFA sur la voie d'une neutralité supposée faciliter la réunification de l'Allemagne.
Kissinger reconnaît que les relations internationales évoluent vers une bipolarisation moins marquée qu'au cours des vingt premières années de la guerre froide, de par la volonté de certains membres des blocs, dont la France est la plus parfaite illustration, de manifester une indépendance de plus en plus forte dans leurs choix de politique étrangère. Pour autant, il considère que les deux Grands continuent d'exercer un rôle tout à fait prépondérant et qu'aucune évolution majeure ne peut se passer hors de leur contrôle. Kissinger l'exprime en ces termes auprès d'un diplomate ouest-allemand : « s'il doit y avoir une politique de détente avec l'Union soviétique, alors nous la ferons ».
Le Conseil de l'Atlantique Nord de décembre 1969 affiche son soutien officiel à la politique d'ouverture lancée par Brandt et répond positivement à la proposition soviétique de tenue d'une conférence sur la sécurité et sur l'ouverture de négociations relatives à la réduction des armements. La volonté de détente est affichée dans toutes les capitales, malgré les craintes et arrière-pensées qui subsistent encore.

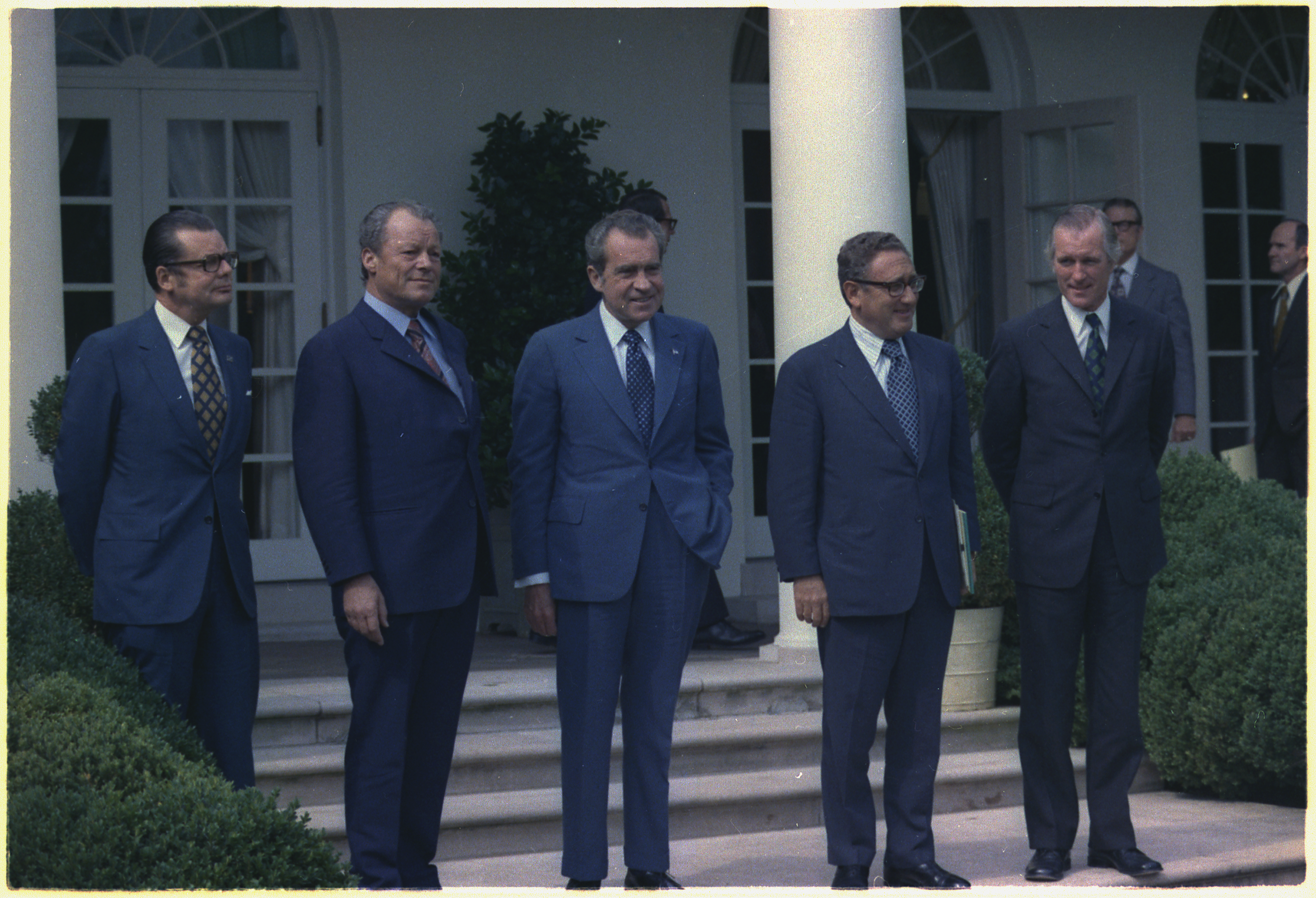
Rencontre entre Brandt, Nixon et Kissinger le 29 09 1973

Le réalisme politique prévaut cependant à Washington qui constate le succès de la négociation directe entre Bonn et Moscou, sans que pour autant Bonn n'ait fait de concession quant à son appartenance au bloc de l'Ouest. Par ailleurs, la signature définitive du traité avec Moscou est subordonnée à la conclusion d'un accord au sujet de Berlin par les quatre puissances occupantes, ce qui remet Washington et Moscou au centre du jeu. Les États-Unis en profitent pour lier ces deux dossiers à un troisième, la négociation sur la réduction des armes stratégiques (SALT). Kissinger organise aussi le tempo des différentes négociations ouvertes avec Moscou pour se donner la possibilité de préparer en secret la reconnaissance de la Chine par les États-Unis. Cette période 1969-1972 voit une amélioration significative des relations entre les deux Grands et la concrétisation d'accords importants. Cette détente doit beaucoup selon Kissinger d'une part à la tactique consistant à lier les négociations en cours entre elles ("linkage") et d'autre part à la relation directe forte (le "channel") établie entre lui et Dobrynine, ambassadeur soviétique à Washington pendant vingt-quatre ans.

#### La France, pionnier de l'Ostpolitik
La France occupe une place particulière dans le processus de détente en Europe. De Gaulle axe sa politique étrangère sur l'indépendance de la France, le refus d'une hégémonie américano-soviétique et la volonté de mettre fin au face à face des deux blocs en Europe pour le remplacer par une Europe des Nations en paix de l'Atlantique à l'Oural. Pour y parvenir, il prend entre 1963 et 1966 plusieurs initiatives majeures : la réconciliation avec l'Allemagne d'Adenauer, la reconnaissance de la Chine communiste, la sortie de la France du commandement intégré de l'OTAN et le rapprochement avec l'URSS. De Gaulle se rend à Moscou le 20 juin 1966 et prône « la détente, l'entente et la coopération », sans pour autant qu'il s'agisse d'un renversement d'alliance,. Si les dimensions économique et culturelle y occupent une place importante, la rencontre entre de Gaulle et Brejnev revêt avant tout une dimension politique symbolique forte en ce qu'elle accrédite la possibilité d'instaurer un état de détente en Europe. Les échanges commerciaux entre la France et l'URSS connaissent un essor important après le voyage de de Gaulle, mais la France sera toujours loin derrière la RFA et le Royaume-Uni en la matière. La RFA était déjà au début des années 1960 et sera encore davantage dans les années 1970 le partenaire économique privilégié des Soviétiques.

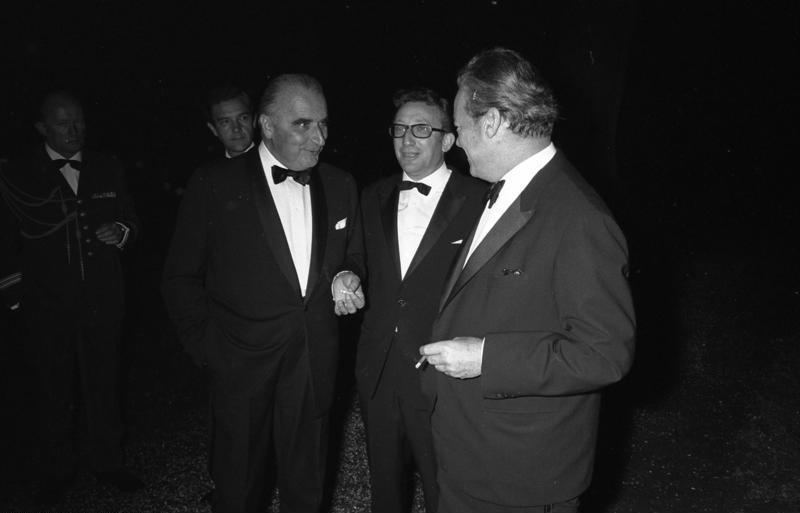
Rencontre entre le président Pompidou et le chancelier Brandt à Cologne le 3 07 1972

En avril 1969, de Gaulle se démet de ses fonctions. Georges Pompidou qui lui succède devient donc le partenaire de Brandt jusqu'en 1974, année où le premier décède et le second démissionne. L'Ostpolitik menée par Brandt fait perdre à la France son rôle d'intermédiaire privilégié entre l'Ouest et l'Est et lui fait craindre que la réunification de l'Allemagne puisse devenir une perspective moins illusoire, ce dont la France en réalité ne veut pas au-delà des discours officiels, favorables à la réconciliation. Pour autant, la France apporte son soutien au traité de Moscou, qui entérine le statu quo géopolitique en Europe et constitue une nouvelle étape majeure sur le chemin de la détente voulue par Paris. La France insiste aussi pour que les négociations sur Berlin soient menées par les quatre puissances, pérennisant ainsi le cadre juridique issu de Potsdam afin d'éviter les risques d'une relation directe intra-allemande. Vis-à-vis de la RDA, Pompidou refuse d'envisager sa reconnaissance par anticipation au Traité fondamental entre les deux Allemagnes et attend la ratification de ce traité pour envoyer son ambassadeur à Berlin-Est.

## Prolongements et conséquences de l'Ostpolitik à plus long terme
L'Ostpolitik ne prend pas fin avec la démission de Willy Brandt le 7 mai 1974 en raison de l'affaire Günter Guillaume, un de ses conseillers, espion au service de la RDA.

### Maintien du cap de l'Ostpolitik par les successeurs de Brandt
Helmut Schmidt devient chancelier en mai 1974, fonction qu'il conserve jusqu'en 1982. Il poursuit la normalisation des relations politiques avec l'Est, et en accentue la dimension économique. Lors de ses deux rencontres avec Brejnev, des accords économiques et industriels sont signés. Des accords sont également conclus avec tous les pays d'Europe de l'Est, avec lesquels Bonn développe sensiblement son commerce extérieur. Schmidt est également très actif auprès de ses partenaires d'Europe de l'Ouest pour poursuivre la construction européenne, en s'appuyant sur une forte convergence de vues avec Giscard d'Estaing. 
Tous les partis représentés au Bundestag font de la normalisation des relations et de la détente la base de leur politique au regard de l'Allemagne de l'Est et des autres pays de l'Est. Le changement de majorité au Bundestag en 1982 avec l'arrivée de Kohl (CDU) n'implique aucune remise en cause des traités et du développement des relations avec l'Est.

### Une relation difficile entre les deux Allemagnes
L'intensification des échanges commerciaux et familiaux entre les deux États allemands ainsi que l'accès aux radios et télévisions occidentales par la population est-allemande entretiennent chez Honecker le besoin de différencier son pays afin de lui donner une légitimité à long terme. Refusant d'entretenir la notion de peuple allemand et la perspective d'une réunification à terme promues par la RFA, Honecker insiste sur les différences entre les deux États (en allemand l'Abgrenzung) en expliquant que la RDA est un Etat socialiste avant d'être allemand, ce qui sera inscrit dans la nouvelle constitution de 1974 où disparaît la notion de "nation allemande" au profit de celle d'"Etat socialiste des ouvriers et paysans".
Il s'ensuit un raidissement de la RDA, satisfaite d'être reconnue, mais dont la fragilité économique et les limites de l'adhésion de la population au système politique où le SED domine sans partage conduisent Honecker à réduire toujours plus les libertés. Non seulement le Mur ne tombe pas, mais il est sans cesse perfectionné afin de le rendre toujours plus infranchissable. L'espoir que l'Ostpolitik rapproche les deux États allemands et apporte une amélioration tangible à la vie quotidienne des Allemands vivant à l'Est sera déçu.

### Une contribution majeure à la détente
L'Ostpolitik n'est pas à l'origine de la détente, mais elle lui a donné un contenu concret, en s'appuyant sur la voie tracée par de Gaulle d'émancipation de la tutelle américaine. Brejnev et Brandt ont plus que tous autres dirigeants façonné la détente en Europe des années 1970. Les années suivantes voient se poursuivre l'affrontement Est-Ouest sur les autres continents sans pour autant remettre en cause fondamentalement l'idée de détente. Deux événements y mettront fin : l'invasion de l'Afghanistan par les troupes soviétiques en 1979, et la crise des Euromissiles latente depuis 1977, qui éclate vraiment en décembre 1979 avec la décision de l'OTAN d'installer sur le sol européen de nouveaux missiles de moyenne portée pour répondre au déploiement par les Soviétiques d'une nouvelle génération de missiles. La détente fait place à la « nouvelle guerre froide », parfois aussi appelée la « guerre fraîche ».

### Quel rôle de l'Ostpolitik dans l'effondrement du bloc communiste?
Quel rôle l'Ostpolitik et la CSCE, son prolongement direct, ont-ils joué à plus long terme sur l'évolution de la situation en Europe jusqu'à l'effondrement du bloc communiste ? Sur le moment, l'URSS en apparaît comme le grand bénéficiaire puisqu'ils établissent définitivement l'ordre établi en Europe et la légitimité des régimes communistes de l'Est. Avec le recul, cette analyse sera remise en cause : le développement des échanges économiques et culturels est-ouest mettra toujours plus en évidence l'écart entre les deux parties de l'Europe. Et peut-être plus important encore, le volet de la CSCE relatif aux droits de l'homme et à la liberté de circulation de l'information devient une référence pour tous ceux qui ne se satisfont pas de l'ordre établi.